# Cephalic Carnage

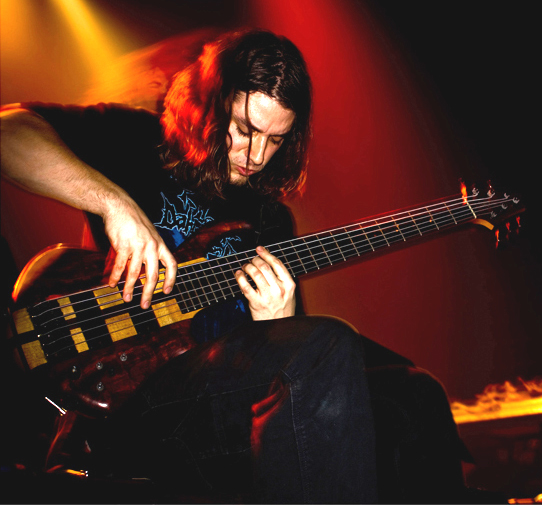
Cephalic Carnage

Cephalic Carnage je americká death metalová kapela, založená v Denveru v Coloradu v roce 1992. Kořeny jejího stylu pochází z grindcore, vliv na její hudební projev má i jazz nebo stonerock.

## Sestava
- Vokály: Lenzig Leal
- Kytara: Zac Joe
- Bicí: John Merryman
- Kytara: Steve Goldberg
- Baskytara: Nick Schendzielos (dříve Jawsh Mullen)

## Diskografie
- Scrape My Lungs (demo) (1994)
- Fortuitous Oddity (demo) (1996)
- Promo 1997 (demo) (1997)
- Cephalic Carnage & Adnauseam (1998)
- Impaled / Cephalic Carnage (1999)
- Cephalic Carnage / Anal Blast - Perversion...and the Guilt After / Version 5 Obese (2002)
- Halls of Amenti (2002)
- Conforming to Abnormality (1998) (reedice 2002)
- Exploiting Dysfunction (2000)
- Lucid Interval (2002)
- Anomalies (2005)
- Carnage (EP) (2005)
- Xenosapien (2007)